# Hoskins (Nebraska)
Hoskins è un comune degli Stati Uniti d'America, situato nello Stato del Nebraska, nella contea di Wayne.